# 러브 해피
러브 해피(Love Happy)는 미국에서 제작된 레오 맥커레이 감독의 1949년 영화이다. 하포 마스 등이 주연으로 출연하였고 메리 픽포드 등이 제작에 참여하였다.

## 출연

### 주연
- 하포 마스
- 치코 마르크스

### 조연
- 일로나 마세이
- 베라-엘렌
- 마리온 휴튼
- 레이몬드 버
- 멜빌 쿠퍼
- 폴 발렌틴
- 레온 벨라스코
- 에릭 블로어
- 브루스 고든
- 마릴린 먼로
- 그루초 막스
- 에디 보든
- 에드워드 가갠
- 로이스 홀
- 엘빈 햄머
- 하우스 피터 주니어
- 세이르 디어링
- 오토 왈디스

## 제작진
- 미술: 가브리엘 스코그네밀로